# Stephen McIntyre
Stephen McIntyre (1947) is een voormalige Canadese wiskundige en prospector in de mijnbouw.. Hij werd vooral bekend door de weblog Climate Audit en als de man die de Hockeystick-grafiek van Michael E. Mann bekritiseert.

## Carrière
McIntyre studeerde in 1971 af aan het Corpus Christi College, Oxford en werkte vervolgens dertig jaar als consultant voor de mijnbouwindustrie. Tot 2003 was hij directeur van verschillende bedrijven die betrokken waren bij prospectie. Nadien ging hij met pensioen, maar hij werkt occasioneel nog als consultant. 

## De Hockeystick
In 2002 geraakte McIntyre geïnteresseerd in de klimatologie, nadat hij een brochure van de Canadese overheid in handen kreeg die waarschuwde voor de gevolgen van klimaatverandering. McIntyre beweert dat hij een analogie zag met de valse prospecties die soms in mijnbouw worden gedaan. 
Nadat hij het derde assessment rapport van het Intergovernmental Panel on Climate Change las begon hij de Hockeystick-grafiek te onderzoeken. Samen met Ross McKitrick schreef hij een artikel waarin hij Michael E. Mann's gebruik van gedecentreerde hoofdcomponentenanalyse verwierp. Hierop deed de Amerikaanse National Academy of Sciences onderzoek naar de zaak. De academie bevestigde dat er inderdaad statistische problemen waren in de originele hockeystick-paper, maar stelde dat die de hoofdconclusie niet onderuit halen, wat door McIntyre betwist wordt. 
McIntyres en McKitricks opmerkingen werden meegenomen in het vierde assessment rapport van het Intergovernmental Panel on Climate Change.